# Polar Bear Provincial Park
Der Polar Bear Provincial Park ist mit einer Fläche von 23.552 km² der größte Provinzpark in der kanadischen Provinz Ontario. Der Park liegt im Kenora District und ist der nördlichste der Provincial Parks in Ontario. Er wird jedoch aktuell von „Ontario Parks“ als Non-operating Park geführt und es werden daher keine Dienstleistungen bereitgestellt.
Im Mai 1987 wurde hier das Ramsar-Feuchtgebiet „Polar Bear Provincial Park“, mit einer Fläche von 24.087 km², ausgewiesen. Neben der Fläche des Provinzparks umfasst das Ramsar-Feuchtgebiet auch umliegende Flächen.

## Lage und Zweck
Er befindet sich am Westufer der Hudson Bay, dort wo die James Bay beginnt. Er wurde 1970 gegründet und wird von Ontario Parks verwaltet. Er dient ganz überwiegend dem Schutz der dort lebenden Eisbärenpopulation, die etwa 200 Tiere umfasst. Hinzu kommen Kanadische Waldkaribus, Elche, Biber, Füchse, Schwarzbären und Marder, darüber hinaus zahlreiche Vogelarten, wie Kanadagänse und andere Zugvögel. In und an der Hudson Bay leben Robben, Walrosse und Belugas. Rund 75 % des Parks sind von Feuchtgebieten, Seen oder Flüssen bedeckt. Der größte See misst 13 mal 5 km und ist maximal 3 m tief. Die wichtigste Fluss in Park ist der Winisk River.
Der Park und das Ramsar-Feuchtgebiet ist für eine Vielzahl von Wasservogelarten, deren Hauptbrutplätze weiter nördlich liegen, hauptsächlich als Rastgebiet von Bedeutung. Im Sommer gesellt sich zu diesen Vögeln eine beträchtliche Anzahl Wasservögel aus den nördlicheren und südlicheren Brutgebieten. Wichtiger ist ebenfalls, dass sowohl im Frühling wie auch im Herbst die Küstensümpfe, Sandwüste und Flussmündungen einer großen Anzahl von Wasservögeln während der Migration zu und von den Brutgebieten der Hocharktis eine Rastmöglichkeit bietet. Für verschiedene Arten ist das Gebiet selber ein Bruthabitat.
Der Zugang ist außer per Kanu nur mittels Flugzeug möglich, eine besondere Genehmigung für das Betreten des abgelegenen Parks ist erforderlich. Für den Luftverkehr existieren vier Landebahnen. An einem dieser Landeplätze befand sich in der Zeit des Kalten Krieges eine Radarstation, auf die zahlreiche Artefakte zurückgehen. Zwei Lager der lokalen Indianer, die als einzige fischen und jagen dürfen, stehen auch den Besuchern offen.

## Flora

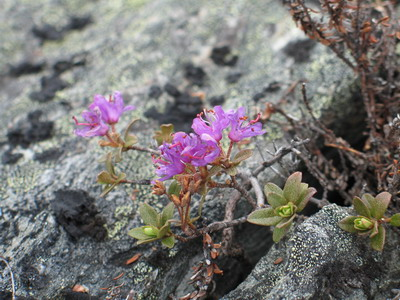
Rhododendron lapponicum

Seit der letzten Eiszeit steigt das Land, bedingt durch die Befreiung von der gewaltigen Eislast, pro Jahr um 1,2 cm. Bis etwa 2000 v. Chr. war das Gebiet Teil der Tyrrell Sea, eines nacheiszeitlichen Sees, dessen Rückzugsgebiet die heutige Hudson Bay darstellt. Das flache Gebiet weist nur wenige Hügel auf, die Überreste einstiger Küstenlinien darstellen. Ein Teil der flachen, küstennahen Gebiete wird jedes Jahr beim Schmelzen des Eises überschwemmt. Moose bedecken die karge, subpolare Landschaft, die nur im Westen Bäume aufweist. Daneben gibt es Rhododendron lapponicum. Krähen- und Preiselbeere wachsen hier ebenfalls. Im Frühjahr färben zahlreiche Blütenpflanzen die Landschaft, wozu Tausende kleiner Tümpel beitragen, die sich je nach Mineralien und Mikroorganismen, die sich darin befinden, verfärben. 

## Geschichte
Der Park entstand ab 1967 zunächst auf einer Fläche von 9400 km². Kerngebiet war die Cape Henrietta-Maria Wilderness Area. René Brunelle, der zuständige Minister for Land and Forests bestand darauf, dass die dortigen Indigenen weiterhin Jagd und Fischfang nachgehen durften. Er sorgte für Hintergrundinformationen in der Sprache der Cree und diskutierte mit Vertretern der Attawapiskat First Nation. Da in der Region keinerlei sonstige Beschäftigungsmöglichkeiten bestanden, durften sich nur Angehörige der lokalen Stämme als Führer im Park bewerben. Selbst die gegen die Jagd in Provinzparks eingestellte Federation of Ontario Naturalists unterstützte diesen Grundsatz. Im Laufe der 1970er Jahre änderte sich jedoch die Einstellung der Cree und Anishinabe zur Einrichtung von Schutzgebieten. Sie standen im Widerstreit zu ihrer Vorstellung von Selbstständigkeit, Autonomie und Autarkie. Das Bedürfnis nach Unabhängigkeit nahm deutlich zu, das Verständnis von einer Nation änderte sich. Die Nishnawbe-Aski First Nation stellte fest, ihre traditionelle Vorstellung vom Leben im Land widerspreche dem Konzept eines aus der Ferne bestimmten Schutzgedankens. 
1992 wurde diskutiert, ob der Park erweitert werden sollte. Dies betraf die umwohnenden First Nations. Die Indianer fürchten, dass mit einem eventuellen Rohstoffabbau zunächst Straßen entstehen. Ihnen folgt die Gründung von Townships und die Vermessung des Landes, dann der Verlust der Bewegungsfreiheit, da jeder Quadratmeter einen Eigentümer erhält. Dies hängt damit zusammen, dass Ontario, wie die meisten Provinzen Kanadas, der Gewinnung von Bodenschätzen absoluten Vorrang einräumt, sowohl gegenüber Eigentumsrechten, als auch gegenüber indigenen, höchstrichterlich geschützten Rechten. In diesem Zusammenhang kam es schon mehrfach zu heftigen Auseinandersetzungen. Im Fall des Polar Bear Provincial Park waren sich jedoch Weenusk First Nation sowie die First Nations der Attawapiskat, Fort Severn und Peawanuck einig, dass ihnen eine Erweiterung des Parks zugutekam, denn sie schien ihnen ein geeignetes Mittel, Rohstoffexplorationen fernzuhalten und das Gebiet dauerhaft zu schützen.